# Agriculture zéro déchet

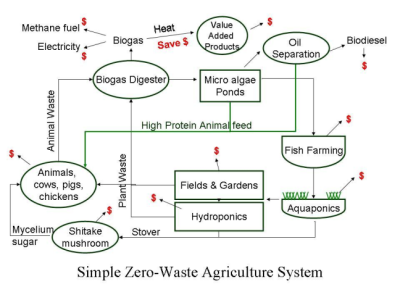

L'agriculture zéro déchet (en anglais : Zero waste agriculture) est un type d'agriculture durable qui optimise l'utilisation des cinq règnes naturels, à savoir les plantes, les animaux, les bactéries, les champignons et les algues, pour produire des aliments, de l'énergie et des nutriments biodiversifiés dans un cycle intégré synergique de processus de profit où les déchets de chaque processus devient la matière première pour un autre processus.

## Histoire
L'intégration de bassins d'oxydation microalgaux peu profonds a été démontrée par Golueke & Oswald dans les années 1960. La mise en œuvre mondiale généralisée de ces systèmes peut être largement attribuée au professeur George Lai Chan-Yu-Thim (2 mars 1924 Maurice-8 octobre 2016 Maurice) de ZERI. L'agriculture zéro déchet est désormais pratiquée en Chine (agriculture écologique), en Colombie (systèmes de gestion intégrée des aliments et des déchets) et aux Fidji (systèmes agricoles intégrés), en Inde (agriculture intégrée au biogaz), en Afrique du Sud (BEAT Coop & African Agroecological Biotechnology Initiative) et à Maurice. Le gouvernement brésilien a adopté le système agricole intégré en tant que technologie sociale majeure pour l'édification des agriculteurs marginalisés et de subsistance grâce à la coordination avec TECPAR.
L'agriculture zéro déchet combine des pratiques agricoles écologiques matures qui offrent un équilibre intégré de création d'emplois, de lutte contre la pauvreté, de sécurité alimentaire, de sécurité énergétique, de conservation de l'eau, de lutte contre le changement climatique, de sécurité des terres et d'intendance.

## Pratique
L'agriculture zéro déchet est pratiquée de manière optimale dans de petites exploitations familiales de 1 à 5 ha et elle complète l'agriculture traditionnelle et l'élevage tel que pratiqué dans la plupart des communautés du tiers monde. L'agriculture zéro déchet préserve également les systèmes autochtones locaux et les valeurs et pratiques culturelles agraires existantes.
L'agriculture zéro déchet présente un équilibre d'avantages économiques, sociaux et écologiques car elle:
1. optimise la production alimentaire de manière écologique et saine;
2. réduit la consommation d'eau grâce au recyclage et à l'évaporation réduite;
3. assure la sécurité énergétique grâce à la récolte de biométhane (biogaz) et à l'extraction de biodiesel à partir de micro-algues, le tout à partir de sous-produits de la production alimentaire;
4. apporte un soulagement au changement climatique grâce à la réduction substantielle des émissions de gaz à effet de serre provenant à la fois des pratiques agricoles traditionnelles et de l'utilisation de combustibles fossiles;
5. réduit l'utilisation de pesticides grâce à une agriculture biodiversifiée.